# Gare de Berezan
La Gare de Berezan (en ukrainien : Березань (станція), est une gare ferroviaire à Berezan en Ukraine.

## Situation ferroviaire
Elle est exploitée par le réseau Pivdenno-Zakhidna zaliznytsia.

## Histoire
Elle fut ouverte en 1901 sur la ligne Darnytsia Poltava, elle est électrifiée en 1972.

## Service des voyageurs

### Accueil

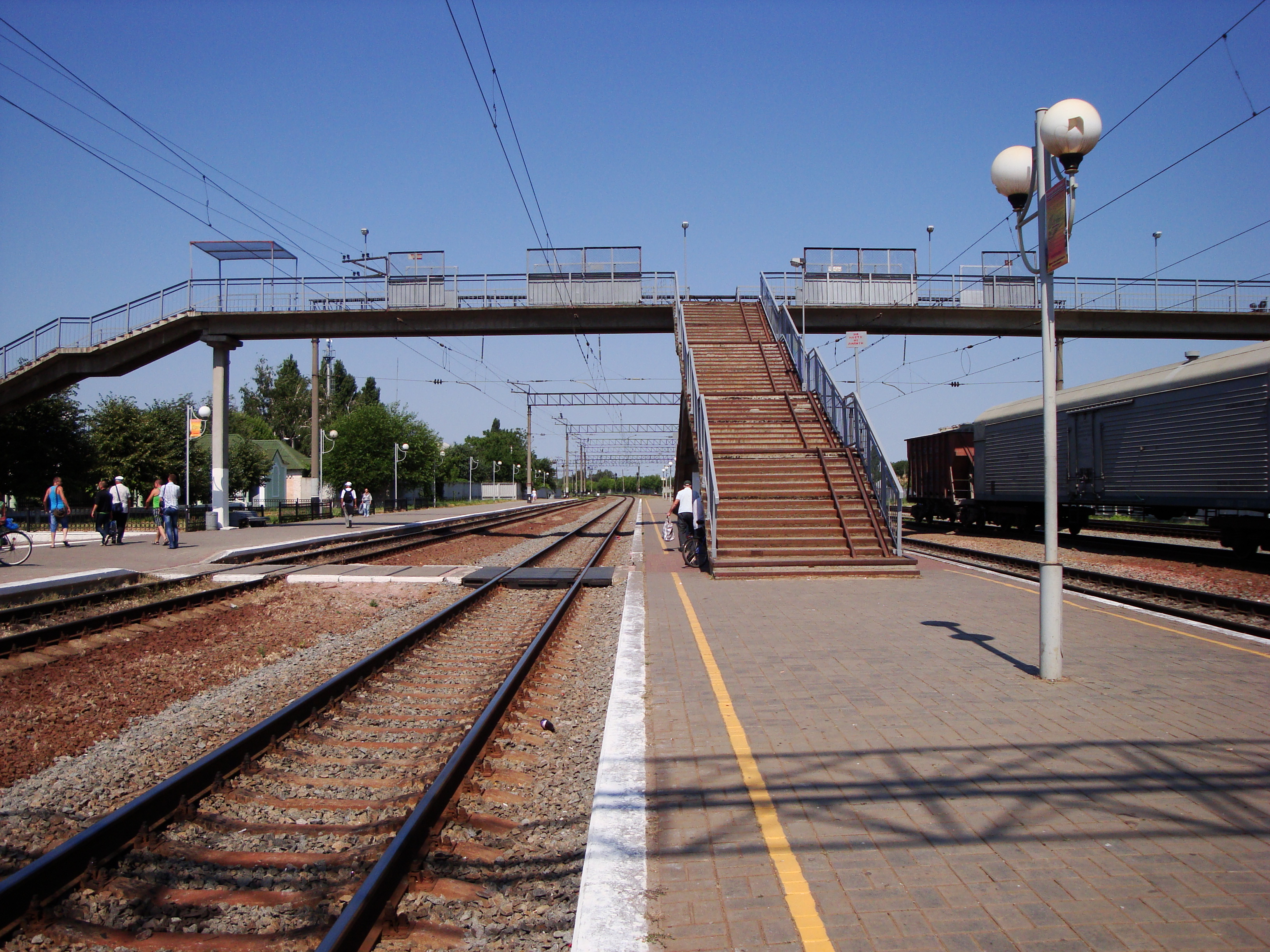
Les quais,
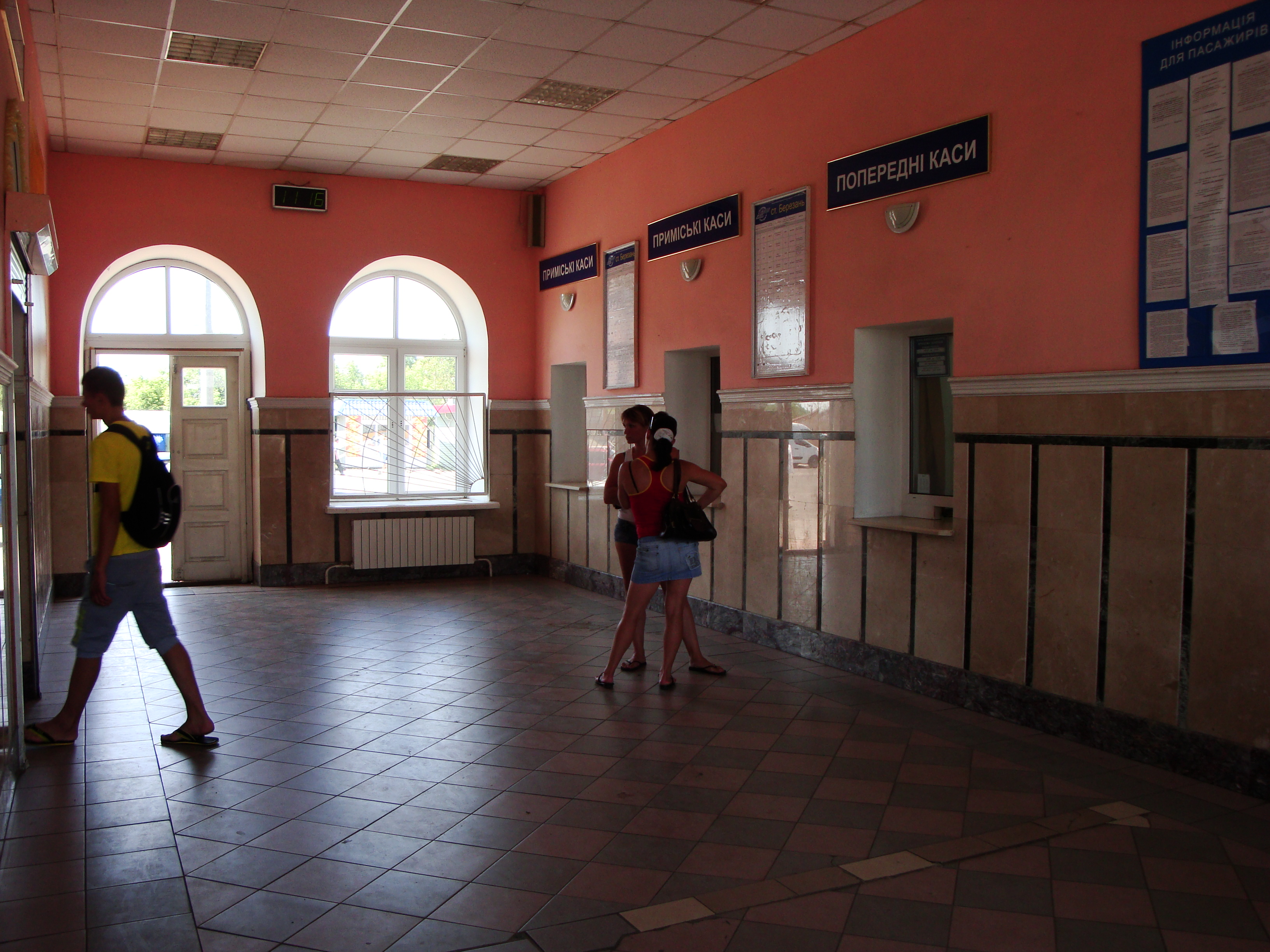
halle passagers.